# 脱唾液酸糖蛋白受体
脱唾液酸糖蛋白受体或稱為去唾液酸糖蛋白受体（英語：Lipoteichoic acid，缩写為ASGPR）是一种凝集素，可结合脱唾液酸糖蛋白。脱唾液酸糖蛋白即糖蛋白末端的唾液酸基团被移除，暴露出半乳糖残基。这一受体在肝细胞中的庫佛氏細胞高表达，用于移除血液循环中的糖蛋白。